# Fau-de-Peyre
Fau-de-Peyre è un comune francese di 180 abitanti situato nel dipartimento della Lozère nella regione dell'Occitania.
Il territorio comunale è bagnato dalle acque del fiume Rimeize.

## Società

### Evoluzione demografica
Abitanti censiti